# 1977 في جمهورية الكونغو
فيما يلي قوائم الأحداث التي وقعت خلال عام 1977 في جمهورية الكونغو.

## سياسة

### انتهاء فترة المنصب
- 18 مارس – ماريان نغوابي رئيس جمهورية الكونغو.

## مواليد

### أكتوبر
- 28 أكتوبر – رولف-كريستيل غويي-مين لاعب كرة قدم كونغولي.

## وفيات

### مارس
- 18 مارس – ماريان نغوابي (مواليد 1938) سياسي من جمهورية الكونغو.
- 25 مارس – ألفونس ماسامبا-ديبا (مواليد 1921) سياسي من جمهورية الكونغو.